# Eleições parlamentares europeias de 1987 no distrito de Faro
| Eleições parlamentares europeias de 1987 Distritos: Aveiro \| Beja \| Braga \| Bragança \| Castelo Branco \| Coimbra \| Évora \| Faro \| Guarda \| Leiria \| Lisboa \| Portalegre \| Porto \| Santarém \| Setúbal \| Viana do Castelo \| Vila Real \| Viseu \| Açores \| Madeira \| Estrangeiro |

## Resultados por concelho
Os resultados nos concelhos do Distrito de Faro foram os seguintes:

### Albufeira
| Partido                 | Partido                        | Votos  | %               |
| ----------------------- | ------------------------------ | ------ | --------------- |
|                         | Partido Social Democrata       | 4 438  | 46,31 / 100,00  |
|                         | Partido Socialista             | 2 291  | 23,91 / 100,00  |
|                         | Centro Democrático Social      | 1 001  | 10,45 / 100,00  |
|                         | Coligação Democrática Unitária | 590    | 6,16 / 100,00   |
|                         | Partido Renovador Democrático  | 418    | 4,36 / 100,00   |
|                         | Partido Popular Monárquico     | 160    | 1,67 / 100,00   |
|                         | Outros (com menos de 1,00%)    | 385    | 4,02 / 100,00   |
| Votos Inválidos         | Votos Inválidos                | 300    | 3,13 / 100,00   |
| Total                   | Total                          | 9 583  | 100,00 / 100,00 |
| Eleitorado/Participação | Eleitorado/Participação        | 14 446 | 66,34 / 100,00  |

### Alcoutim
| Partido                 | Partido                           | Votos | %               |
| ----------------------- | --------------------------------- | ----- | --------------- |
|                         | Partido Socialista                | 1 004 | 34,78 / 100,00  |
|                         | Partido Social Democrata          | 959   | 33,22 / 100,00  |
|                         | Coligação Democrática Unitária    | 299   | 10,36 / 100,00  |
|                         | Centro Democrático Social         | 146   | 5,06 / 100,00   |
|                         | Partido Renovador Democrático     | 71    | 2,46 / 100,00   |
|                         | Partido Comunista (Reconstruído)  | 61    | 2,11 / 100,00   |
|                         | Partido da Democracia Cristã      | 51    | 1,77 / 100,00   |
|                         | União Democrática Popular         | 35    | 1,21 / 100,00   |
|                         | Partido Socialista Revolucionário | 35    | 1,21 / 100,00   |
|                         | Outros (com menos de 1,00%)       | 77    | 2,67 / 100,00   |
| Votos Inválidos         | Votos Inválidos                   | 149   | 5,16 / 100,00   |
| Total                   | Total                             | 2 887 | 100,00 / 100,00 |
| Eleitorado/Participação | Eleitorado/Participação           | 4 425 | 65,24 / 100,00  |

### Aljezur
| Partido                 | Partido                           | Votos | %               |
| ----------------------- | --------------------------------- | ----- | --------------- |
|                         | Partido Socialista                | 1 047 | 31,93 / 100,00  |
|                         | Partido Social Democrata          | 848   | 25,86 / 100,00  |
|                         | Coligação Democrática Unitária    | 549   | 16,74 / 100,00  |
|                         | Partido Renovador Democrático     | 226   | 6,89 / 100,00   |
|                         | Centro Democrático Social         | 157   | 4,79 / 100,00   |
|                         | Partido da Democracia Cristã      | 47    | 1,43 / 100,00   |
|                         | Partido Socialista Revolucionário | 43    | 1,31 / 100,00   |
|                         | Partido Comunista (Reconstruído)  | 42    | 1,28 / 100,00   |
|                         | Partido Popular Monárquico        | 38    | 1,16 / 100,00   |
|                         | União Democrática Popular         | 36    | 1,10 / 100,00   |
|                         | Outros (com menos de 1,00%)       | 49    | 1,49 / 100,00   |
| Votos Inválidos         | Votos Inválidos                   | 197   | 6,01 / 100,00   |
| Total                   | Total                             | 3 279 | 100,00 / 100,00 |
| Eleitorado/Participação | Eleitorado/Participação           | 4 769 | 68,76 / 100,00  |

### Castro Marim
| Partido                 | Partido                          | Votos | %               |
| ----------------------- | -------------------------------- | ----- | --------------- |
|                         | Partido Social Democrata         | 1 415 | 37,73 / 100,00  |
|                         | Partido Socialista               | 1 278 | 34,08 / 100,00  |
|                         | Coligação Democrática Unitária   | 272   | 7,25 / 100,00   |
|                         | Partido Renovador Democrático    | 217   | 5,79 / 100,00   |
|                         | Centro Democrático Social        | 155   | 4,13 / 100,00   |
|                         | União Democrática Popular        | 54    | 1,44 / 100,00   |
|                         | Partido da Democracia Cristã     | 52    | 1,39 / 100,00   |
|                         | Partido Comunista (Reconstruído) | 43    | 1,15 / 100,00   |
|                         | Outros (com menos de 1,00%)      | 99    | 2,64 / 100,00   |
| Votos Inválidos         | Votos Inválidos                  | 165   | 4,40 / 100,00   |
| Total                   | Total                            | 3 750 | 100,00 / 100,00 |
| Eleitorado/Participação | Eleitorado/Participação          | 5 626 | 66,65 / 100,00  |

### Faro
| Partido                 | Partido                        | Votos  | %               |
| ----------------------- | ------------------------------ | ------ | --------------- |
|                         | Partido Social Democrata       | 10 081 | 37,18 / 100,00  |
|                         | Partido Socialista             | 6 301  | 23,24 / 100,00  |
|                         | Centro Democrático Social      | 3 217  | 11,86 / 100,00  |
|                         | Coligação Democrática Unitária | 3 205  | 11,82 / 100,00  |
|                         | Partido Renovador Democrático  | 1 709  | 6,30 / 100,00   |
|                         | Partido Popular Monárquico     | 762    | 2,81 / 100,00   |
|                         | União Democrática Popular      | 288    | 1,06 / 100,00   |
|                         | Outros (com menos de 1,00%)    | 813    | 3,00 / 100,00   |
| Votos Inválidos         | Votos Inválidos                | 739    | 2,73 / 100,00   |
| Total                   | Total                          | 27 115 | 100,00 / 100,00 |
| Eleitorado/Participação | Eleitorado/Participação        | 38 482 | 70,46 / 100,00  |

### Lagoa
| Partido                 | Partido                        | Votos  | %               |
| ----------------------- | ------------------------------ | ------ | --------------- |
|                         | Partido Social Democrata       | 3 596  | 40,06 / 100,00  |
|                         | Partido Socialista             | 1 922  | 21,41 / 100,00  |
|                         | Centro Democrático Social      | 897    | 9,99 / 100,00   |
|                         | Coligação Democrática Unitária | 892    | 9,94 / 100,00   |
|                         | Partido Renovador Democrático  | 727    | 8,10 / 100,00   |
|                         | Partido Popular Monárquico     | 136    | 1,51 / 100,00   |
|                         | União Democrática Popular      | 113    | 1,26 / 100,00   |
|                         | Partido da Democracia Cristã   | 100    | 1,11 / 100,00   |
|                         | Outros (com menos de 1,00%)    | 263    | 2,92 / 100,00   |
| Votos Inválidos         | Votos Inválidos                | 331    | 3,69 / 100,00   |
| Total                   | Total                          | 8 977  | 100,00 / 100,00 |
| Eleitorado/Participação | Eleitorado/Participação        | 12 144 | 73,82 / 100,00  |

### Lagos
| Partido                 | Partido                           | Votos  | %               |
| ----------------------- | --------------------------------- | ------ | --------------- |
|                         | Partido Social Democrata          | 3 702  | 30,75 / 100,00  |
|                         | Partido Socialista                | 3 156  | 26,22 / 100,00  |
|                         | Coligação Democrática Unitária    | 1 449  | 12,04 / 100,00  |
|                         | Centro Democrático Social         | 1 286  | 10,68 / 100,00  |
|                         | Partido Renovador Democrático     | 1 112  | 9,24 / 100,00   |
|                         | Partido Popular Monárquico        | 244    | 2,03 / 100,00   |
|                         | União Democrática Popular         | 188    | 1,56 / 100,00   |
|                         | Partido Socialista Revolucionário | 122    | 1,01 / 100,00   |
|                         | Outros (com menos de 1,00%)       | 344    | 2,86 / 100,00   |
| Votos Inválidos         | Votos Inválidos                   | 435    | 3,61 / 100,00   |
| Total                   | Total                             | 12 038 | 100,00 / 100,00 |
| Eleitorado/Participação | Eleitorado/Participação           | 16 988 | 70,86 / 100,00  |

### Loulé
| Partido                 | Partido                        | Votos  | %               |
| ----------------------- | ------------------------------ | ------ | --------------- |
|                         | Partido Social Democrata       | 12 994 | 49,59 / 100,00  |
|                         | Partido Socialista             | 5 875  | 22,42 / 100,00  |
|                         | Centro Democrático Social      | 2 257  | 8,61 / 100,00   |
|                         | Coligação Democrática Unitária | 1 500  | 5,72 / 100,00   |
|                         | Partido Renovador Democrático  | 1 115  | 4,26 / 100,00   |
|                         | Partido Popular Monárquico     | 372    | 1,42 / 100,00   |
|                         | Partido da Democracia Cristã   | 351    | 1,34 / 100,00   |
|                         | União Democrática Popular      | 285    | 1,09 / 100,00   |
|                         | Outros (com menos de 1,00%)    | 575    | 2,20 / 100,00   |
| Votos Inválidos         | Votos Inválidos                | 877    | 3,35 / 100,00   |
| Total                   | Total                          | 26 201 | 100,00 / 100,00 |
| Eleitorado/Participação | Eleitorado/Participação        | 36 835 | 71,13 / 100,00  |

### Monchique
| Partido                 | Partido                          | Votos | %               |
| ----------------------- | -------------------------------- | ----- | --------------- |
|                         | Partido Social Democrata         | 2 487 | 42,09 / 100,00  |
|                         | Partido Socialista               | 1 643 | 27,81 / 100,00  |
|                         | Centro Democrático Social        | 446   | 7,55 / 100,00   |
|                         | Coligação Democrática Unitária   | 401   | 6,79 / 100,00   |
|                         | Partido Renovador Democrático    | 266   | 4,50 / 100,00   |
|                         | Partido da Democracia Cristã     | 87    | 1,47 / 100,00   |
|                         | Partido Popular Monárquico       | 74    | 1,25 / 100,00   |
|                         | União Democrática Popular        | 64    | 1,08 / 100,00   |
|                         | Partido Comunista (Reconstruído) | 62    | 1,05 / 100,00   |
|                         | Outros (com menos de 1,00%)      | 88    | 1,49 / 100,00   |
| Votos Inválidos         | Votos Inválidos                  | 291   | 4,92 / 100,00   |
| Total                   | Total                            | 5 909 | 100,00 / 100,00 |
| Eleitorado/Participação | Eleitorado/Participação          | 8 013 | 73,74 / 100,00  |

### Olhão
| Partido                 | Partido                        | Votos  | %               |
| ----------------------- | ------------------------------ | ------ | --------------- |
|                         | Partido Social Democrata       | 7 199  | 37,70 / 100,00  |
|                         | Partido Socialista             | 5 198  | 27,22 / 100,00  |
|                         | Centro Democrático Social      | 2 121  | 11,11 / 100,00  |
|                         | Coligação Democrática Unitária | 2 025  | 10,60 / 100,00  |
|                         | Partido Renovador Democrático  | 698    | 3,66 / 100,00   |
|                         | Partido Popular Monárquico     | 318    | 1,67 / 100,00   |
|                         | União Democrática Popular      | 231    | 1,21 / 100,00   |
|                         | Partido da Democracia Cristã   | 197    | 1,03 / 100,00   |
|                         | Outros (com menos de 1,00%)    | 478    | 2,50 / 100,00   |
| Votos Inválidos         | Votos Inválidos                | 631    | 3,30 / 100,00   |
| Total                   | Total                          | 19 096 | 100,00 / 100,00 |
| Eleitorado/Participação | Eleitorado/Participação        | 27 878 | 68,50 / 100,00  |

### Portimão
| Partido                 | Partido                        | Votos  | %               |
| ----------------------- | ------------------------------ | ------ | --------------- |
|                         | Partido Social Democrata       | 7 733  | 34,79 / 100,00  |
|                         | Partido Socialista             | 5 548  | 24,96 / 100,00  |
|                         | Centro Democrático Social      | 2 754  | 12,39 / 100,00  |
|                         | Coligação Democrática Unitária | 2 128  | 9,57 / 100,00   |
|                         | Partido Renovador Democrático  | 1 726  | 7,76 / 100,00   |
|                         | Partido Popular Monárquico     | 580    | 2,61 / 100,00   |
|                         | União Democrática Popular      | 335    | 1,51 / 100,00   |
|                         | Outros (com menos de 1,00%)    | 780    | 3,50 / 100,00   |
| Votos Inválidos         | Votos Inválidos                | 645    | 2,90 / 100,00   |
| Total                   | Total                          | 22 229 | 100,00 / 100,00 |
| Eleitorado/Participação | Eleitorado/Participação        | 30 444 | 73,02 / 100,00  |

### São Brás de Alportel
| Partido                 | Partido                        | Votos | %               |
| ----------------------- | ------------------------------ | ----- | --------------- |
|                         | Partido Social Democrata       | 1 964 | 43,20 / 100,00  |
|                         | Partido Socialista             | 1 264 | 27,80 / 100,00  |
|                         | Coligação Democrática Unitária | 401   | 8,82 / 100,00   |
|                         | Centro Democrático Social      | 318   | 7,00 / 100,00   |
|                         | Partido Renovador Democrático  | 182   | 4,00 / 100,00   |
|                         | Partido Popular Monárquico     | 49    | 1,08 / 100,00   |
|                         | União Democrática Popular      | 47    | 1,03 / 100,00   |
|                         | Outros (com menos de 1,00%)    | 143   | 3,14 / 100,00   |
| Votos Inválidos         | Votos Inválidos                | 178   | 3,92 / 100,00   |
| Total                   | Total                          | 4 546 | 100,00 / 100,00 |
| Eleitorado/Participação | Eleitorado/Participação        | 6 455 | 70,43 / 100,00  |

### Silves
| Partido                 | Partido                          | Votos  | %               |
| ----------------------- | -------------------------------- | ------ | --------------- |
|                         | Partido Social Democrata         | 6 528  | 35,53 / 100,00  |
|                         | Partido Socialista               | 4 312  | 23,47 / 100,00  |
|                         | Coligação Democrática Unitária   | 2 951  | 16,06 / 100,00  |
|                         | Centro Democrático Social        | 1 510  | 8,22 / 100,00   |
|                         | Partido Renovador Democrático    | 1 018  | 5,54 / 100,00   |
|                         | União Democrática Popular        | 251    | 1,37 / 100,00   |
|                         | Partido Popular Monárquico       | 242    | 1,32 / 100,00   |
|                         | Partido da Democracia Cristã     | 225    | 1,22 / 100,00   |
|                         | Partido Comunista (Reconstruído) | 185    | 1,01 / 100,00   |
|                         | Outros (com menos de 1,00%)      | 403    | 2,20 / 100,00   |
| Votos Inválidos         | Votos Inválidos                  | 750    | 4,08 / 100,00   |
| Total                   | Total                            | 18 375 | 100,00 / 100,00 |
| Eleitorado/Participação | Eleitorado/Participação          | 25 914 | 70,91 / 100,00  |

### Tavira
| Partido                 | Partido                        | Votos  | %               |
| ----------------------- | ------------------------------ | ------ | --------------- |
|                         | Partido Social Democrata       | 5 314  | 40,21 / 100,00  |
|                         | Partido Socialista             | 3 839  | 29,05 / 100,00  |
|                         | Centro Democrático Social      | 1 239  | 9,38 / 100,00   |
|                         | Coligação Democrática Unitária | 814    | 6,16 / 100,00   |
|                         | Partido Renovador Democrático  | 552    | 4,18 / 100,00   |
|                         | Partido Popular Monárquico     | 177    | 1,34 / 100,00   |
|                         | União Democrática Popular      | 177    | 1,34 / 100,00   |
|                         | Partido da Democracia Cristã   | 157    | 1,19 / 100,00   |
|                         | Outros (com menos de 1,00%)    | 397    | 3,01 / 100,00   |
| Votos Inválidos         | Votos Inválidos                | 549    | 4,15 / 100,00   |
| Total                   | Total                          | 13 215 | 100,00 / 100,00 |
| Eleitorado/Participação | Eleitorado/Participação        | 19 889 | 66,44 / 100,00  |

### Vila do Bispo
| Partido                 | Partido                           | Votos | %               |
| ----------------------- | --------------------------------- | ----- | --------------- |
|                         | Partido Social Democrata          | 932   | 30,67 / 100,00  |
|                         | Partido Socialista                | 841   | 27,67 / 100,00  |
|                         | Coligação Democrática Unitária    | 411   | 13,52 / 100,00  |
|                         | Partido Renovador Democrático     | 241   | 7,93 / 100,00   |
|                         | Centro Democrático Social         | 204   | 6,71 / 100,00   |
|                         | União Democrática Popular         | 75    | 2,47 / 100,00   |
|                         | Partido Socialista Revolucionário | 49    | 1,61 / 100,00   |
|                         | Partido da Democracia Cristã      | 46    | 1,51 / 100,00   |
|                         | Partido Popular Monárquico        | 42    | 1,38 / 100,00   |
|                         | Outros (com menos de 1,00%)       | 70    | 2,31 / 100,00   |
| Votos Inválidos         | Votos Inválidos                   | 128   | 4,21 / 100,00   |
| Total                   | Total                             | 3 039 | 100,00 / 100,00 |
| Eleitorado/Participação | Eleitorado/Participação           | 4 431 | 68,58 / 100,00  |

### Vila Real de Santo António
| Partido                 | Partido                         | Votos  | %               |
| ----------------------- | ------------------------------- | ------ | --------------- |
|                         | Partido Social Democrata        | 2 979  | 31,79 / 100,00  |
|                         | Partido Socialista              | 2 381  | 25,41 / 100,00  |
|                         | Coligação Democrática Unitária  | 2 084  | 22,24 / 100,00  |
|                         | Centro Democrático Social       | 612    | 6,53 / 100,00   |
|                         | Partido Renovador Democrático   | 449    | 4,79 / 100,00   |
|                         | Movimento Democrático Português | 135    | 1,44 / 100,00   |
|                         | União Democrática Popular       | 131    | 1,40 / 100,00   |
|                         | Partido Popular Monárquico      | 118    | 1,26 / 100,00   |
|                         | Outros (com menos de 1,00%)     | 229    | 2,43 / 100,00   |
| Votos Inválidos         | Votos Inválidos                 | 254    | 2,71 / 100,00   |
| Total                   | Total                           | 9 372  | 100,00 / 100,00 |
| Eleitorado/Participação | Eleitorado/Participação         | 13 388 | 70,00 / 100,00  |